# Julie Garwood
Julie Garwood (* 26. Dezember 1944 in Kansas City, Missouri; † 8. Juni 2023 in Leawood, Kansas) war eine amerikanische Autorin von Liebesromanen. Mit einer Gesamtauflage von über 30 Millionen Exemplaren und mindestens 15 New-York-Times-Bestsellern gehörte sie zu den erfolgreichen Vertreterinnen ihres Genres. Sie schrieb auch unter dem Pseudonym Emily Chase. Ihr Buch For the Roses wurde für das Fernsehen verfilmt.

## Leben
Julie Garwood wuchs in Kansas als sechstes von sieben Kindern einer großen irischen Familie auf. Nach einer Mandeloperation im Alter von sechs Jahren war sie sehr kränklich und verpasste viel in der Schule. Erst mit elf Jahren erkannte ihre Mutter, dass sie kaum Lesen konnte. Um den Stoff nachzuholen, lernte sie einen ganzen Sommer lang mit der Mathematiklehrerin Schwester Elizabeth, die ihr die Liebe zum Lesen beibrachte. Schwester Elizabeth hinterließ einen großen Eindruck bei Julie, diese benannte ihre Tochter nach der Lehrerin.
Während ihrer Ausbildung zur staatlich geprüften Krankenschwester besuchte sie auch einen Kurs russischer Geschichte. Dieser veranlasste sie, einen zweiten Abschluss zu machen: in Geschichte. Einer ihrer Professoren, beeindruckt von der Qualität ihrer Geschichten, überzeugte sie, ein Jahr Auszeit zu nehmen, um zu schreiben. Das Ergebnis waren zwei Bücher: A Girl Called Summer – ein Kinderbuch – und ihre erste historische Geschichte, Gentle Warrior.
Obwohl Garwood das Schreiben sehr gefiel, wollte sie keine Karriere als Autorin machen. Als junge Ehefrau und Mutter nahm sie viele Jobs als freie Schriftstellerin an und schrieb längere Geschichten, um sich zu unterhalten. Nachdem ihr jüngstes Kind in die Schule gekommen war, begann sie, Schriftstellerkonferenzen zu besuchen. Hier traf sie einen Agenten, der drei ihrer Bücher veröffentlichte und nach mehr fragte.
Garwood lebte in Leawood, Kansas, und hatte drei Kinder.
Sie starb am 8. Juni 2023 im Alter von 78 Jahren in ihrem Zuhause.

## Bibliografie
Garwoods Geschichten sind für die Gerissenheit und Tollpatschigkeit ihrer Heldinnen bekannt. Ihre Handlungen sind historisch korrekt eingeordnet und gut recherchiert. Trotz ihres Erfolges mit historischen Elementen versuchte sie sich auch in anderen Epochen. Wie auch ihre historischen Bücher handeln ihre zeitgenössischen Geschichten ebenfalls von Familien bzw. Freundschaften.
Ihr erster zeitgenössischer Roman, Heartbreaker, wurde als Serie im Cosmopolitan Magazin veröffentlicht.
Garwood bestätigte, dass sie keine Bücher von anderen Autorinnen las, um nicht unbeabsichtigt abzuschreiben. Sie las vor allem Fiction- und Mystery-Geschichten.

### Julie Garwood

#### Einzelgeschichten
- Gentle Warrior (1985) – Wie ein Feuer in dunkler Nacht
- A Girl Named Summer (1986)
- Rebellious Desire (1986) – Im Taumel der Sehnsucht
- Honor’s Splendour (1987) – Melodie der Leidenschaft
- The Prize (1991) – Die Braut des Normannen
- Saving Grace (1993) – Die standhafte Witwe
- Prince Charming (1994) – Prinz Charming
- The Ideal Man (2011)

#### Königliche Spione
- The Lion’s Lady (1988)
- Guardian Angel (1990) – Die Rache des Marquis
- The Gift (1991) – Geliebte Feindin
- Castles (1993) – Erwachende Leidenschaft

#### Braut Serie
- The Bride (1989) – Auf Befehl des Königs
- The Wedding (1996) – Und der Wind erzählt von Zärtlichkeit

#### Highland Serie
- The Secret (1992) – Geliebter Barbar
- Ransom (1999) – Eine bezaubernde Braut
- Shadow Music (2007)

#### Rosehill Serie
- For The Roses (1995) – Die Tochter des Lords
- One Pink Rose (1997) – Verwirrspiel der Herzens
- One White Rose (1997) – Verwirrspiel der Herzens
- One Red Rose (1997) – Verwirrspiel der Herzens
- Come The Spring (1997) – Leg dein Herz in meine Hände

#### Buchanan-Rennard
- Heartbreaker (2000) – Zum Sterben schön
- Mercy (2001) – Gnade
- Killjoy (2002) – Ein mörderisches Geschäft
- Murder List (2004) – Mord nach Liste
- Slow Burn (2005) – Sanft sollst du brennen
- Shadow Dance (2006) – Schattentanz
- Fire and Ice (2008)
- Sizzle (2009)

### Emily Chase
Als Emily Chase schrieb sie Bücher für junge Erwachsene.

## Adaption
Ihr Buch For the Roses wurde 1997 für das Fernsehen unter dem Titel Rose Hill adaptiert. Die Hauptrolle wurde von Jennifer Garner gespielt.